# Балка Середня (притока Великого Бурлуку)
Балка Середня — балка (річка) в Україні у Великобурлуцькому районі Харківської області. Права притока річки Великого Бурлуку (басейн Дону).

## Опис
Довжина балки приблизно 7,15 км, найкоротша відстань між витоком і гирлом — 6,03  км, коефіцієнт звивистості річки — 1,19 . Формується декількома струмками та загатами.

## Розташування
Бере початок на південно-східній околиці селища Підсереднє. Тече переважно на південний схід понад селом Горяне і у північній частині селища Великий Бурлук впадає у річку Великий Бурлук, ліву притоку річки Сіверського Дінця.
Населені пункти вздовж берегової смуги: Новоселівка.

## Цікаві факти
- Біля гирла балку перетинає автошлях Т 2114[3] (автомобільний шлях територіального значення у Харківській області. Пролягає територією Великобурлуцького та Дворічанського районів через Приколотне — Великий Бурлук — Дворічну. Загальна довжина — 47,7 км.).

## Притоки
- Балка Неруб - права притока, впадає у селі Горяне. Протікає територією Великобурлуцького лісництва. У басейні балки розташований ботанічний заказник Неруб[4][5]